# Kreon
Kreon es un personaje ficticio perteneciente al Universo DC. Era un Linterna Verde proveniente del mundo de Tebis.

## Historia
Como Señor de la Guerra, Kreon buscaba poner fin a las luchas en Tebis en lugar de comenzarlas. Al ver su potencial, Hal Jordan lo reclutó para los Green Lantern Corps. Debido a que era un guerrero feroz pese a que le faltaba un brazo y un ojo, Kreon fue llamado a Oa para defender el planeta de Jordan. Fue derrotado por Parallax luego de una batalla brutal, y abandonado por muerto.
En Green Lantern (vol. 4) n.º 11 (junio de 2006), Hal Jordan y Guy Gardner descubrieron que Kreon se encontraba prisionero de los Manhunters, junto con Laira, Tomar-Tu y otros, quienes habían escapado recientemente para matar a Jordan por venganza.
- Datos: Q3816975